# 佐藤一進
佐藤 一進（さとう たかみち、1978年 - ）は、日本の政治学者、神戸学院大学准教授。

## 略歴
岩手県出身。京都大学経済学部卒業。京都大学大学院人間・環境学研究科博士後期課程研究指導認定退学。2009年より京都精華大学専任講師、2015年より同大学准教授。2018年より現職。

## 著作
- 『保守のアポリアを超えて: 共和主義の精神とその変奏』（NTT出版、2014年）